# Bruin
Bruin es un borough situado en el condado de Butler, Pensilvania, Estados Unidos. Tiene una población estimada, a mediados de 2024, de 402 habitantes.

## Geografía
La localidad está ubicada en las coordenadas 41°03′16″N 79°43′38″O / 41.05444, -79.72722 (41.05439, -79.727301).

## Demografía
Según la estimación 2019-2023 de la Oficina del Censo, los ingresos medios de los hogares de la localidad son de $71,000 y los ingresos medios de las familias son de $77,813. Alrededor del 5.1% de la población está por debajo de la línea de pobreza.